# Онищенко Віктор Павлович
Они́щенко Ві́ктор Па́влович (30 грудня 1921, Козелець — 30 жовтня 2001, Київ) — радянський офіцер, Герой Радянського Союзу, в роки радянсько-німецької війни штурман ланки 134-го гвардійського бомбардувального авіаційного полку 6-ї гвардійської бомбардувальної авіаційної дивізії 1-ї повітряної армії 3-го Білоруського фронту, гвардії старший лейтенант.

## Біографія
Народився 30 грудня 1921 року в селищі Козельці Чернігівської області в сім'ї службовця. 
Закінчив десять класів середньої школи. У 1940 році призваний до лав Червоної Армії. У 1941 році закінчив Чкаловську військово-авіаційну школу льотчиків. 
У боях радянсько-німецької війни з листопада 1942 року. Воював на 3-му Білоруському фронті.
Гвардії старший лейтенант В. П. Онищенко до червня 1944 здійснив 185 бойових вильотів на розвідку та бомбардування оборонних споруд, аеродромів, скупчень військ противника. Завдав противнику значних втрат у живій силі і техніці.
У 1947 році закінчив Краснодарську вищу офіцерську школу штурманів Військово-повітряних сил. У 1954 році — Військово-повітряну академію. 
З 1972 року полковник В. П. Онищенко — у запасі. Жив у Києві. 

Могила Віктора Онищенка

Помер 30 жовтня 2001 року. Похований у Києві на Міському кладовищі «Берківці».

## Нагороди
Указом Президії Верховної Ради СРСР від 29 червня 1945 року за зразкове виконання бойових завдань командування по знищенню живої сили і техніки противника і проявлені при цьому мужність і героїзм гвардії старшому лейтенанту Віктору Павловичу Онищенку присвоєно звання Героя Радянського Союзу з врученням ордена Леніна і медалі «Золота Зірка» (№ 6341).
Нагороджений орденом Леніна, орденом Червоного Прапора, двома орденами Вітчизняної війни 1-го ступеня, двома орденами Червоної Зірки, медалями.